# Francisco Viti
Francisco Viti (Misasa-Ebanga, Ganda, 15 de agosto de 1933 – Luanda, 15 de abril de 2023) foi o arcebispo-emérito do Huambo.

## Biografia
Francisco Viti foi ordenado sacerdote em 14 de julho de 1963.
Papa Paulo VI nomeou-o em 10 de agosto de 1975 como o primeiro bispo da Diocese de Menongue, que foi edificada na mesma data. O delegado apostólico em Angola, Giovanni De Andrea, o consagrou em 28 de setembro do mesmo ano; Os co-consagradores foram Américo Henriques, bispo de Nova Lisboa, e Zacarias Kamwenho, bispo de Novo Redondo.
A 12 de Setembro de 1986, o Papa João Paulo II nomeou-o arcebispo do Huambo. Ele renunciou ao cargo em 31 de julho de 2003.
Viti morreu em 15 de abril de 2023 no Complexo Hospitalar Cardeal Dom Alexandre do Nascimento, em Luanda.